# Thunbergia papilionacea
Thunbergia papilionacea är en akantusväxtart som beskrevs av W. W. Smith. Thunbergia papilionacea ingår i släktet thunbergior, och familjen akantusväxter. Inga underarter finns listade i Catalogue of Life.